# Bătălia de la Muye
Bătălia de la Muye a avut loc în China în 1122 î.Hr. sau 1046 î.Hr..Bătălia marchează sfârșitul dinastiei Shang și începutul dinastiei Zhou. De altfel acest moment al apariției dinastiei Zhou reprezintă începutul perioadei feudale din istoria Chinei.